# Bokser (film 2012)
Bokser – polski film z 2012 roku. Film jest produkcją telewizji TVN i jest to czwarty film, który pochodzi z cyklu Prawdziwe historie.
Film inspirowany życiem boksera Przemysława Salety.

## Fabuła[1]
Przemek (Szymon Bobrowski) już jako młody chłopak marzy o tytule mistrza świata w kickboxingu. Trenować zaczyna jednak w dość późnym wieku, dlatego niewielu daje mu szansę na karierę sportową. Mimo to, jest skłonny do każdych poświęceń, żeby osiągnąć cel. Wielka determinacja oraz wiara w swoje możliwości sprawiają, że podporządkowuje całe życie reżimowi ćwiczeń, pod okiem oddanego mu bezgranicznie trenera (Krzysztof Kiersznowski). Czas pokazuje, że jego upór się opłaca. Szczęście potęguje  wiadomość, że jego świeżo poślubiona żona Ewa (Anna Przybylska) właśnie urodziła córkę. Przemek od razu po skończonej zwycięstwem walce jedzie do szpitala.

## Obsada
- Szymon Bobrowski – Przemek
- Anna Przybylska – Ewa, żona Przemka
- Emilia Stachurska – Nicole, córka Przemka i Ewy
- Krzysztof Kiersznowski – trener Przemka
- Marek Probosz – Gary Michalsky, menadżer Przemka
- Katarzyna Maciąg – Kasia, narzeczona Przemka
- Jerzy Schejbal – doktor Bielamowicz
- Dariusz Kowalski – lekarz
- Mirosława Niemczyk – pielęgniarka
- Dorota Wellman – dziennikarka przeprowadzająca wywiady z Przemkiem
- Jerzy Kulej – komentator
- Adrian Ochalik – konferansjer zapowiadający walkę w Sopocie
- Jarosław Jakimowicz, Agnieszka Frykowska, Jolanta Rutowicz – uczestnicy programu Gwiazdy tańczą na lodzie
- Przemysław Saleta – mężczyzna na przyjęciu